# جوزف بنکس
سِر جوزف بنکس (انگلیسی: Joseph Banks; ۲۴ فوریهٔ ۱۷۴۳ (۱۳ فوریه o.s.) – ۱۹ ژوئن ۱۸۲۰) یک جهانگرد، مکتشف و گیاه‌شناس اهل بریتانیا بود.
بنکس نامش را بر مأموریت تاریخ طبیعی ۱۷۶۶ به نیوفاندلند و لابرادور گذاشت. او در اولین سفر بزرگ کاپیتان جیمز کوک شرکت کرد (۱۷۶۸– ۱۷۷۱)، از برزیل، تاهیتی و پس از ۶ ماه در نیوزیلند، استرالیا دیدن کرد و در بازگشت به شهرت فوری رسید. وی بیش از ۴۱ سال سمت ریاست انجمن سلطنتی را بر عهده داشت. وی به جورج سوم در مورد باغ گیاه‌شناسی سلطنتی، کیو مشاوره می‌داد و با فرستادن گیاه‌شناسان به سراسر جهان برای جمع‌آوری گیاهان، کیو را به عنوان باغ برتر گیاه‌شناسی در جهان معرفی کرد. وی به‌خاطر آوردن ۳۰۰۰۰ نمونه گیاه با خود در خانه اعتبار دارد؛ در میان آنها، او ۱۴۰۰ تاه را کشف کرد.
بنکس طرفدار استقرار انگلیس در نیو ساوت ولز و استعمار استرالیا و همچنین تأسیس خلیج بوتانی به عنوان مکانی برای پذیرش محکومین بود و در همه امور استرالیا به دولت بریتانیا مشاوره می‌داد. او با معرفی اکالیپتوس، اقاقیا و تیره ای که به نام وی بانکسیا نامگذاری شده‌است به دنیای غرب، اعتبار دارد. حدود ۸۰ گونه از گیاهان نام او را بر خود دارند. وی بنیانگذار برجستهٔ انجمن آفریقا و عضوی از انجمن دیلتانتی بود که به تأسیس آکادمی سلطنتی کمک کرد.

## اوایل زندگی

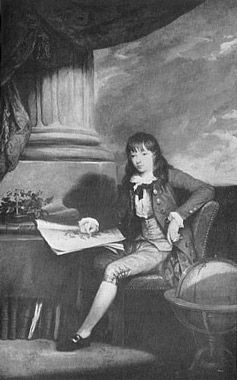
سِر جوزف بنکس

بنکس در خیابان آرگیل، سوهو، لندن، به عنوان پسر ویلیام بنکس، مالک ثروتمند منطقه لینکلن شایر و عضو مجلس عوام، و همسرش سارا، دختر ویلیام بیت به دنیا آمد. او در کلیسای سنت جیمز، پیکادیلی، در ۲۰ فوریه ۱۷۴۳، به سبک قدیمی غسل تعمید داده شد. او یک خواهر کوچکتر به نام سارا سوفیا بنکس داشت که در سال 1744 به دنیا آمد.

### تحصیلات
بنکس از سن نه سالگی در مدرسه هارو و سپس از سال ۱۷۵۶ در کالج ایتون تحصیل کرد. از کسانی که با او به مدرسه می‌رفت، همکار آینده‌اش کنستانتین فیپس بود.
به عنوان یک پسر، بنکس از کاوش در حومه شهر لینکلن شایر لذت می برد و علاقه شدیدی به طبیعت، تاریخ و گیاه شناسی پیدا کرد. زمانی که ۱۷ ساله بود، آبله را به او تلقیح کردند، اما بیمار شد و به مدرسه بازنگشت. در اواخر سال ۱۷۶۰، او به عنوان یک دانشجوی عوام در دانشگاه آکسفورد ثبت نام کرد. او در آکسفورد در کرایست چرچ تحصیل کرد، جایی که مطالعاتش بیشتر بر تاریخ طبیعی متمرکز بود تا برنامه درسی کلاسیک. او مصمم به دریافت آموزش های گیاه شناسی، به گیاه شناس کمبریج، اسرائیل لیون، پول داد تا در سال ۱۷۶۴در آکسفورد مجموعه ای از سخنرانی ها را ارائه کند.
بنکس در دسامبر ۱۷۶۳آکسفورد را به مقصد چلسی ترک کرد. او تا سال ۱۷۶۴ به تحصیل در دانشگاه ادامه داد، اما در آن سال بدون دریافت مدرک تحصیلی دانشگاه را ترک کرد. پدرش در سال ۱۷۶۱ فوت کرده بود، بنابراین هنگامی که بنکس به سن ۲۱سالگی رسید، ملک بزرگ Revesby Abbey در لینکلن شایر را به ارث برد و به مقام و قاضی محلی تبدیل شد و زمان خود را بین لینکلن شایر و لندن تقسیم کرد. از خانه مادرش در چلسی، او علاقه خود را به علم با حضور در باغ فیزیک چلسی جامعه پرستش عطاران و موزه بریتانیا ادامه داد، جایی که با دانیل سولندر ملاقات کرد. او شروع به دوستی با میان مردان علمی زمان خود کرد و با کارل لینه که از طریق سولندر با او آشنا شد، مکاتبه کرد. با افزایش نفوذ بنکس، او مشاور پادشاه جورج سوم شد و از پادشاه خواست تا از سفرهای اکتشافی به سرزمین های جدید حمایت کند، به این امید که علاقه خود را به گیاه شناسی ارضا کند. او قبل از سال ۱۷۶۹ فراماسون شد.

## نیوفاندلند و لابرادور
در سال ۱۷۶۶، بنکس به عضویت انجمن سلطنتی انگلستان انتخاب شد و در همان سال، در ۲۳سالگی، همراه با فیپس سوار بر ناوچه HMS نیجر به نیوفاندلند و لابرادور رفت تا تاریخ طبیعی آنها را مطالعه کند. او با انتشار اولین توصیفات لینه‌ای از گیاهان و جانوران نیوفاندلند و لابرادور نام خود را به ثبت رساند. بنکس همچنین ۳۴ گونه از پرندگان، از جمله ماهی‌گیرک بزرگ(the great auk) را ثبت کرد که در سال ۱۸۴۴منقرض شد. در ۷ می، او متوجه شد که تعداد زیادی پنگوئن در اطراف کشتی در گرند بنکس شنا می‌کنند و نمونه‌ای که او در خلیج شاتو، لابرادور جمع‌آوری کرده بود، بعداً به‌عنوان auk بزرگ شناخته شد.